# Aurora Picornell

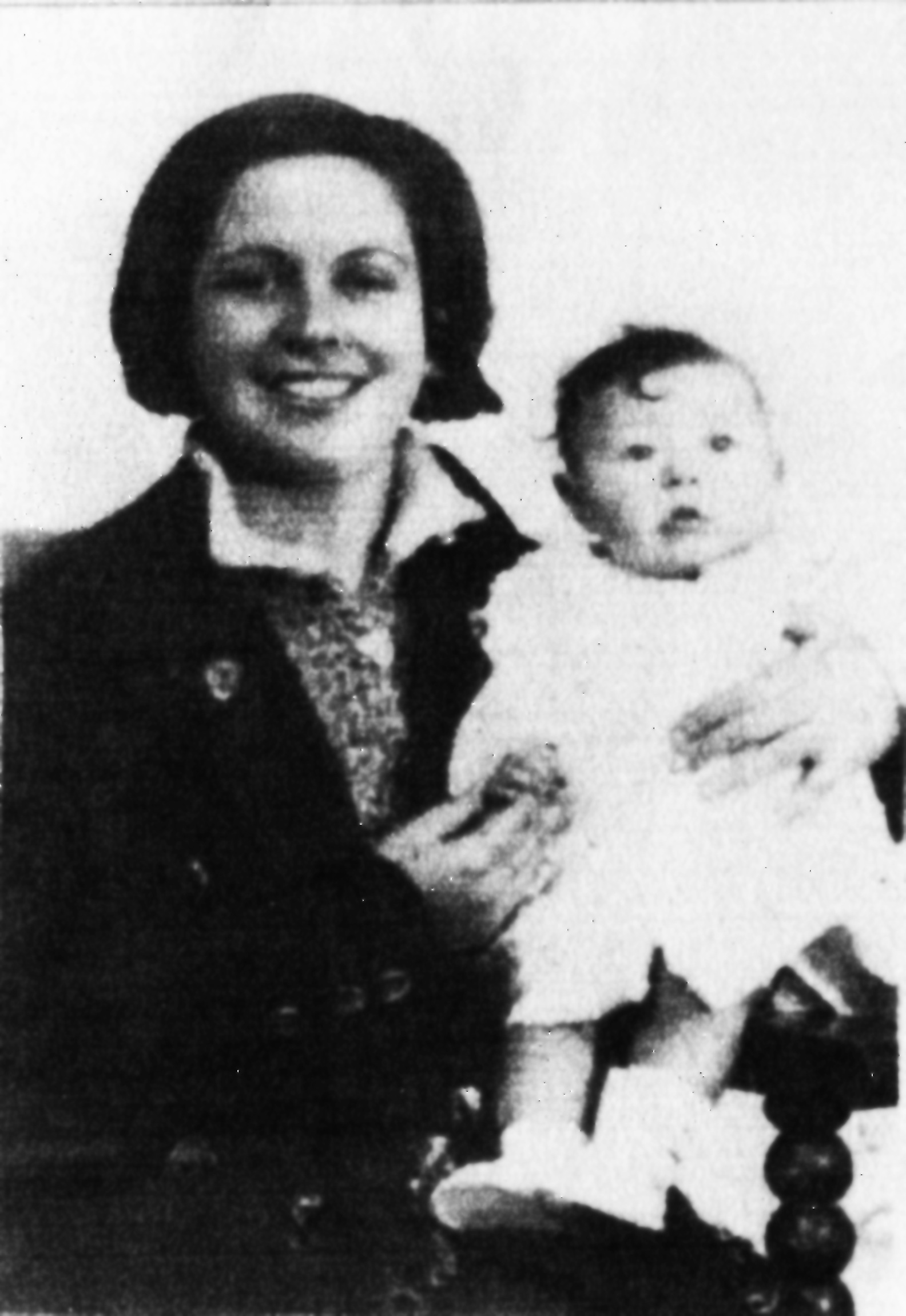
Aurora Picornell mit ihrer Tochter Octubrina Roja

Aurora Picornell Femenías (* 1. Oktober 1912 in Palma; † 5. Januar 1937 in Manacor) war eine spanische Schneiderin, Feministin, Gewerkschafterin und Kommunistin.
In Anspielung auf ihre mit Dolores Ibárruri ähnliche Redeweise trug sie den Beinamen La Pasionaria mallorquina. Während der Zweiten Republik war sie eine der prominentesten Politikerinnen der Kommunistischen Partei (PCE) auf Mallorca und Autorin zahlreicher Publikationen. Nach dem Staatsstreich von 1936 wurde sie von Anhängern der Putschisten auf Mallorca inhaftiert und gefoltert. Picornell wurde im Alter von 24 Jahren zusammen mit anderen Frauen, den so genannten Rojas del Molinar, am Vorabend des Dreikönigstages 1937 erschossen.

## Biografie
Aurora Picornell war das sechste von sieben Kindern von  Gabriel Picornell und Joana Femenias aus dem Stadtteil Els Molinar. Mit 14 Jahren verließ sie die Schule und arbeitete als Näherin. Als Autodidaktin und Feministin schrieb sie 1928 im Alter von 16 Jahren den Prolog zu dem Buch La mujer, ¿es superior al hombre? (Die Frau, dem Mann überlegen?) der Schriftstellerin Margarita Leclerc. Im Jahr 1930, im Alter von 18 Jahren, wurde sie Mitglied des Vorstands der Liga Laica de Mallorca unter dem Vorsitz des Politikers und Schriftstellers Gabriel Alomar. Im Sommer 1931 beteiligte sie sich an der Gründung des Sindicato de Sastrería y similares (Schneidergewerkschaft) auf den Balearen, deren Vizepräsidentin sie war. Am Ende desselben Sommers schloss sie sich der Unión de Juventudes Comunistas de España (Union der kommunistischen Jugend Spaniens ) an und trat wenig später der Kommunistischen Partei Spaniens (PCE) bei, wo sie eine der wichtigsten Politikerinnen auf den Balearen war. Im Alter von 16 Jahren veröffentlichte sie ihren ersten Artikel in der kommunistischen Zeitung Nuestra Palabra (Unser Wort), und von da an erschienen ihre Artikel häufig in der politischen und gewerkschaftlichen Presse der damaligen Zeit auch unter dem Pseudonym Amparo Pinós. 1932 heiratete sie Heriberto Quiñones, einen Funktionär der Kommunistischen Internationale, mit dem sie eine Tochter Octubrina Roja Quiñones Picornell hatte. 1934 beteiligte sie sich an der Gründung der Kommunistischen Partei auf der Insel Menorca und engagierte sich bei der Socorro Rojo Internacional (Internationale Rote Hilfe).

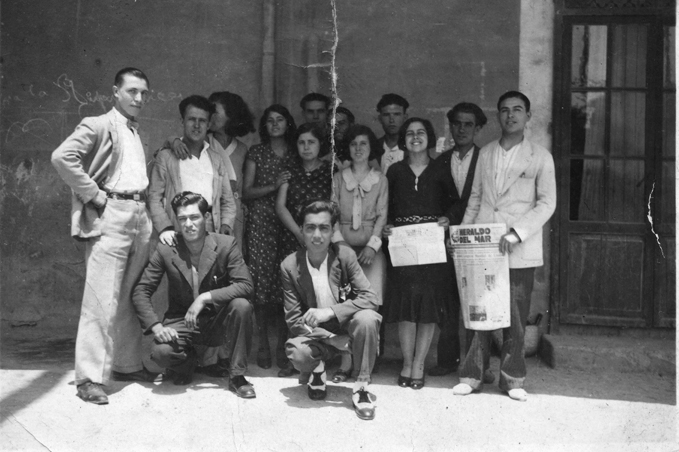
Picornell, dritte von rechts, im Kreise politischer Freunde

Im Oktober 1935 wurde sie wegen eines Artikels in der Parteizeitung der Balearen Nuestra Palabra inhaftiert. Am 31. desselben Monats veröffentlichte dieselbe Publikation einen Artikel von ihr mit dem Titel Desde la cárcel de Palma (Aus dem Gefängnis von Palma), in dem sie die Situation der inhaftierten Frauen und ihre Lebensbedingungen im Frauengefängnis von Palma anprangerte.
Bei Beginn des Spanischen Bürgerkriegs fiel Mallorca in die Hände der aufständischen Militärs. Aurora Picornell wurde in der Casa del Pueblo verhaftet und im Gefängnis von Can Sales inhaftiert. In der Nacht zum Dreikönigstag wurde sie von Falangisten aus dem Gefängnis geholt und ins Kloster von Montuiri gebracht, wo sie gefoltert wurde. In derselben Nacht wurde sie zusammen mit zwei anderen Näherinnen ermordet. Jahrzehntelang wurde angenommen, dass sie auf dem Friedhof von Porreras begraben wurde. Im Oktober 2022 konnten sterbliche Überreste, die im November 2021 bei Exhumierungsarbeiten an Massengräbern in Grab 3 des Friedhofs Son Coletes in Manacor gefunden wurden, Picornell zugeordnet werden. Sie wies am Kopf drei Schusswunden und Frakturen an Beinen und Armen auf. Ihr Vater, ihre Brüder Gabriel und Ignasi wurden ebenfalls ermordet und Opfer der Repression; ihr Ehemann Heriberto Quiñones wurde 1942 während der Franco-Diktatur erschossen.

## Bedeutung
David Ginard von der Universitat de les Illes Balears sieht die Bedeutung Aurora Picornells in ihrer Transversalität (nach Guattari) in Hinsicht auf viele politische Bewegungen der Zweiten Republik. Sie steht als Opfer des Faschismus für viele Bewegungen: Frauenbewegung, Gewerkschaften, Republikaner, Arbeiterparteien.
Nach Ginard sei sie in dieser Hinsicht ein símbolo perfecto für politische Unterdrückung.

## Auszeichnungen

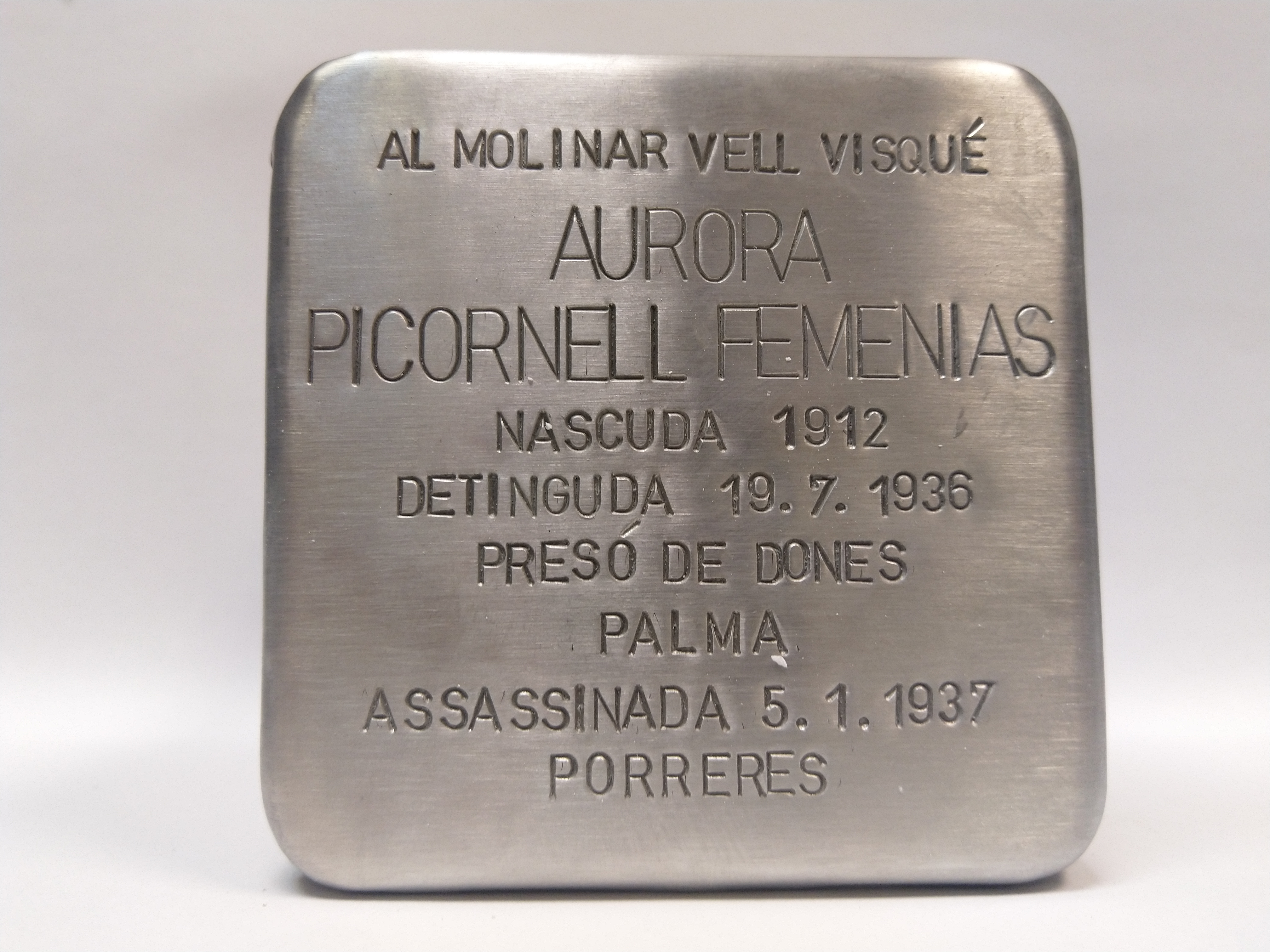
Stolperstein Aurora Picornell

- 2017, am 80. Jahrestag ihrer Ermordung durch die Falangisten, wurde sie einstimmig zur Ehrenbürgerin Mallorcas ernannt.
- Am 6. März 2018 wurde im Gebäude des Inselrats von Mallorca ein Ölporträt von Aurora Picornell der Künstlerin Sandra de Jaume aufgehängt, das im Plenarsaal des Gebäudes zu sehen ist.[11]

- 2019 wurde eine Büste von Aurora Picornell in Palma aufgestellt.[12][13]

- 2022 sollte Aurora Picornell zur Ehrenbürgerin der Stadt Palma de Mallorca ernannt werden, was aber am Widerstand der Partido Popular scheiterte.[14][15]

- Am 25. Oktober 2022 beschloss das Plenum des Stadtrats von Palma de Mallorca mit 70 % der Stimmen, dass die Stadtbibliothek Molinar in Stadtbibliothek Aurora Picornell umbenannt wird.[16]

## Schriften
- Aurora Picornell (Hg.: Josep Quetglas): Escrits 1930-1936. Verlag Associació d´Idees, Pins del Vallès 2013, ISBN 9788461622511.